# Lepajan
Lepajan là một chi nhện trong họ Anyphaenidae.